# Thysanopyga subpusaria
Thysanopyga subpusaria là một loài bướm đêm trong họ Geometridae.